# Memecylon
Memecylon là chi thực vật có hoa trong họ Mua.

## Các loài thuộc chiMemecylon
1. Memecylon aberrans H. Perrier
2. Memecylon acrocarpum Bakh. f.
3. Memecylon acrogenum R.D. Stone
4. Memecylon acuminatissimum Blume
5. Memecylon acuminatum Sm.
6. Memecylon aequidianum Jacq.-Fél.
7. Memecylon affine Merr.
8. Memecylon afzelii G. Don
9. Memecylon agastyamalaianum E.S.S. Kumar, Antony & A.E.S. Khan
10. Memecylon alatum Aug. DC.
11. Memecylon albescens Jacq.-Fél.
12. Memecylon ambrense Jacq.-Fél.
13. Memecylon amherstianum C.B. Clarke
14. Memecylon amoenum Jacq.-Fél.
15. Memecylon amplexicaule Roxb.
16. Memecylon amplifolium R.D. Stone
17. Memecylon amshoffiae Jacq.-Fél.
18. Memecylon andamanicum King
19. Memecylon angulatum Rchb. ex DC.
20. Memecylon angustifolium Wight
21. Memecylon antseranense Jacq.-Fél.
22. Memecylon apoense Elmer
23. Memecylon arcuatomarginatum Gilg ex Engl.
24. Memecylon argenteum K. Bremer
25. Memecylon arnhemense Whiffin
26. Memecylon arnottianum Wight ex Thwaites
27. Memecylon auratifolium H. Perrier
28. Memecylon aylmeri Hutch. & Dalziel
29. Memecylon azurinii Quisumb. & Merr.
30. Memecylon bachmannii Engl.
31. Memecylon bakerianum Hutch. & Dalziel; nom. illeg.
32. Memecylon balakrishnanii Lakshmin. & S.P. Mathew
33. Memecylon basilanense Merr.
34. Memecylon batekeanum R.D. Stone & G.M. Walters
35. Memecylon bequaertii De Wild.
36. Memecylon bernieri Cogn.
37. Memecylon boinense H. Perrier
38. Memecylon brachybotrys Merr.
39. Memecylon bracteatum Jacq.-Fél.
40. Memecylon bracteolatum Bakh. f.
41. Memecylon brahense Jacq.-Fél.
42. Memecylon bremeri M.B. Viswan.
43. Memecylon bretelerianum Jacq.-Fél.
44. Memecylon buxifolium Blume
45. Memecylon buxoides Wickens
46. Memecylon caeruleum Jack
47. Memecylon calderense A. Gray
48. Memecylon calophyllum Gilg
49. Memecylon calyptratum K. Bremer
50. Memecylon campanulatum C.B. Clarke
51. Memecylon candidum Gilg
52. Memecylon candolleanum Cogn.
53. Memecylon cantleyi Ridl.
54. Memecylon capense Eckl. & Zeyh.
55. Memecylon capitellatum sensu Span.
56. Memecylon capuronii Jacq.-Fél.
57. Memecylon cardiophyllum Cogn.
58. Memecylon caudatum Craib
59. Memecylon celastrinum Kurz
60. Memecylon celebicum Bakh. f.
61. Memecylon ceramense Bakh. f.
62. Memecylon chevalieri Guillaumin
63. Memecylon cinereum King
64. Memecylon claessensii De Wild.
65. Memecylon clarkeanum Cogn.
66. Memecylon clausiflorum Naudin
67. Memecylon clavistaminum Jacq.-Fél.
68. Memecylon cogniauxii Gilg
69. Memecylon confertiflorum Cogn.
70. Memecylon confine Blume
71. Memecylon confusum Blume
72. Memecylon conocarpum Lauterb. & K. Schum.
73. Memecylon constrictum Craib
74. Memecylon cordatum Wall.; nom. nud.
75. Memecylon cordifolium Merr.
76. Memecylon corticosum Ridl.
77. Memecylon corymbiforme H. Perrier
78. Memecylon coursianum Jacq.-Fél.
79. Memecylon crassifolium Bakh. f.
80. Memecylon crassinerve Blume
81. Memecylon crassipetiolum Jacq.-Fél.
82. Memecylon cumingianum C. Presl
83. Memecylon cumingii Naudin
84. Memecylon cuneatum Thwaites
85. Memecylon curtisii Burkill & M.R. Hend.
86. Memecylon cyaneum De Wild.
87. Memecylon cyanocarpum C.Y. Wu; nom. illeg.
88. Memecylon dalleizettei H. Perrier
89. Memecylon dallmannense Ohwi
90. Memecylon dasyanthum Gilg & Lederm. ex Engl.
91. Memecylon deccanense C.B. Clarke
92. Memecylon delphinense H. Perrier
93. Memecylon deminutum Brenan
94. Memecylon densiflorum Merr.
95. Memecylon dichotomum (C.B. Clarke) King
96. Memecylon diluviorum Exell
97. Memecylon dioicum (Naudin) Cogn.
98. Memecylon discolor Cogn.
99. Memecylon dissitum Craib
100. Memecylon dolichophyllum Naudin
101. Memecylon dubium Jacq.-Fél.
102. Memecylon durum Cogn.
103. Memecylon edule Roxb.
104. Memecylon eduliforme' Aug. DC.
105. Memecylon eglandulosum H. Perrier
106. Memecylon elaeagni Blume
107. Memecylon elegans Kurz
108. Memecylon elegantulum Thwaites
109. Memecylon ellipticum Thwaites
110. Memecylon elliptifolium Merr.
111. Memecylon elongatum Merr.
112. Memecylon englerianum Cogn.
113. Memecylon erythranthum Gilg
114. Memecylon excelsum Blume
115. Memecylon faucherei Danguy
116. Memecylon fernandesiorum Jacq.-Fél.
117. Memecylon fernandianum Gilg ex Engl.
118. Memecylon ferreum Blume
119. Memecylon fianarantse Jacq.-Fél.
120. Memecylon flavescens Gamble
121. Memecylon flavovirens Baker
122. Memecylon fleuryi Jacq.-Fél.
123. Memecylon floribundum'' Blume
124. Memecylon floridum Ridl.
125. Memecylon fragrans A. Fern. & R. Fern.
126. Memecylon fruticosum King
127. Memecylon fuscescens Thwaites
128. Memecylon galeatum H. Perrier
129. Memecylon garcinioides Blume
130. Memecylon gardneri Thwaites
131. Memecylon geddesianum Craib
132. Memecylon geoffrayi Guillaumin
133. Memecylon germainii A. Fern. & R. Fern.
134. Memecylon gibbosum Bakh. f.
135. Memecylon giganteum Alston
136. Memecylon gigantifolium Elmer
137. Memecylon gilgianum Exell
138. Memecylon gitingense Elmer
139. Memecylon gracile Bedd.
140. Memecylon gracilipedicellatum Jacq.-Fél.
141. Memecylon gracilipes Ridl.; nom. illeg.
142. Memecylon gracillimum Alston
143. Memecylon grande sensu Blume
144. Memecylon greenwayi Brenan
145. Memecylon griffithianum Naudin
146. Memecylon hainanense Merr. & Chun
147. Memecylon harmandii Guillaumin
148. Memecylon helferi (C.B. Clarke) Cogn.
149. Memecylon heyneanum sensu Wight
150. Memecylon hookeri sensu A.N. Henry & Subr.
151. Memecylon huillense A. Fern. & R. Fern.
152. Memecylon hullettii King
153. Memecylon humbertii H. Perrier
154. Memecylon hylandii Whiffin
155. Memecylon impressivenum R.D. Stone
156. Memecylon inalatum Jacq.-Fél.
157. Memecylon infuscatum Jacq.-Fél.
158. Memecylon insigne Mansf.
159. Memecylon insperatum A.C. Sm.
160. Memecylon insulare A. Fern. & R. Fern.
161. Memecylon interjectum R.D. Stone
162. Memecylon isaloense Jacq.-Fél.
163. Memecylon ivohibense Jacq.-Fél.
164. Memecylon jadhavii K.N. Reddy, C.S. Reddy & V.S. Raju; nom. inval.
165. Memecylon klaineanum Jacq.-Fél.
166. Memecylon kollimalayana M.B. Viswan.
167. Memecylon kratense Craib
168. Memecylon kunstleri King
169. Memecylon lancifolium Ridl.
170. Memecylon langbianense Guillaumin
171. Memecylon laruei Merr.
172. Memecylon lateriflorum (G. Don) Bremek.
173. Memecylon latifolium Bojer; nom. nud.
174. Memecylon laurentii De Wild.
175. Memecylon laureolum Jacq.-Fél.
176. Memecylon laurinum Blume
177. Memecylon lawsonii Gamble
178. Memecylon laxiflorum Wall. ex Ridl.; nom. illeg.
179. Memecylon leucanthum Thwaites
180. Memecylon leucocarpum Gilg
181. Memecylon liberiae Gilg ex Engl.
182. Memecylon ligustrifolium Champ. ex Benth.
183. Memecylon lijndenia Kuntze
184. Memecylon lilacinum Zoll. & Moritzi
185. Memecylon littorale Merr.
186. Memecylon loheri Merr.
187. Memecylon longicuspe Baker
188. Memecylon longifolium Cogn.
189. Memecylon longipetalum H. Perrier
190. Memecylon louvelianum H. Perrier
191. Memecylon luchuenense C. Chen
192. Memecylon lucidum C. Presl
193. Memecylon lureri Naudin
194. Memecylon lushingtonii Gamble
195. Memecylon macrocarpum Thwaites
196. Memecylon macrodendron Gilg ex Engl.
197. Memecylon macrophyllum Thwaites
198. Memecylon madgolense Gamble
199. Memecylon magnifoliatum A. Fern. & R. Fern.
200. Memecylon malaccense (C.B. Clarke) Ridl.
201. Memecylon mandrarense H. Perrier
202. Memecylon mangiferoides Jacq.-Fél.
203. Memecylon manickamii Murugan, Sundaresan & Jothi
204. Memecylon mayottense R.D. Stone
205. Memecylon megacarpum Furtado
206. Memecylon megaspermum Jacq.-Fél.
207. Memecylon memoratum Jacq.-Fél.
208. Memecylon merguicum (C.B. Clarke) King
209. Memecylon minimifolium H. Perrier
210. Memecylon minutiflorum Miq.
211. Memecylon mocquerysii Aug. DC.
212. Memecylon monchyanum Backer; nom. inval.
213. Memecylon mouririoides Jacq.-Fél.
214. Memecylon multiflorum Bakh. f.
215. Memecylon multinode Jacq.-Fél.
216. Memecylon mundanthuraianum M.B.Viswan. & Manik.
217. Memecylon myrianthum Gilg
218. Memecylon myricoides Naudin
219. Memecylon myrtiforme Naudin
220. Memecylon myrtilloides Markgr.
221. Memecylon natalense Markgr.
222. Memecylon nigrescens Engl.; nom. illeg.
223. Memecylon nodosum (Engl.) Gilg ex Engl.
224. Memecylon normandii Jacq.-Fél.
225. Memecylon novoguineense Baker f.
226. Memecylon obscurinerve Merr.
227. Memecylon obtusifolium Merr.
228. Memecylon occultum Jacq.-Fél.
229. Memecylon ochroleucum Bakh. f.
230. Memecylon octocostatum Merr. & Chun
231. Memecylon odoratum Elmer
232. Memecylon oligophlebium Merr.
233. Memecylon orbiculare Thwaites
234. Memecylon oubanguianum Jacq.-Fél.
235. Memecylon ovatifolium (Poir.) Wickens
236. Memecylon ovatum Sm.
237. Memecylon ovoideum Thwaites
238. Memecylon pachyphyllum Merr.
239. Memecylon palawanense Elmer
240. Memecylon pallidum Merr.
241. Memecylon paniculatum Jack
242. Memecylon papuanum Merr. & L.M. Perry
243. Memecylon paradoxum Jacq.-Fél.
244. Memecylon parviflorum Blanco
245. Memecylon parvifolium Thwaites
246. Memecylon pauciflorum Blume
247. Memecylon pedunculatum Jacq.-Fél.
248. Memecylon pendulum Chih C. Wang, Y. H. Tseng, Y. T. Chen & Kun C. Chang
249. Memecylon peracuminatum H. Perrier
250. Memecylon perangustum Jacq.-Fél.
251. Memecylon perditum R.D. Stone
252. Memecylon pergamentaceum Cogn.
253. Memecylon perrieri Danguy
254. Memecylon pervilleanum Naudin
255. Memecylon petiolatum Trimen ex Alston
256. Memecylon phanerophlebium Merr.
257. Memecylon phyllanthifolium Thwaites ex Bedd.
258. Memecylon pierrei Hance
259. Memecylon pileatum Jacq.-Fél.
260. Memecylon planifolium Jacq.-Fél.
261. Memecylon plebejum Kurz
262. Memecylon polyanthemos Hook. f.
263. Memecylon polyanthum H.L. Li
264. Memecylon polyneuron Gilg
265. Memecylon ponmudianum Sivu, N.S.Pradeep & Pandur.
266. Memecylon preslianum Triana; nom. illeg.
267. Memecylon procerum Thwaites
268. Memecylon protrusum Bakh. f.
269. Memecylon prunifolium Naudin
270. Memecylon pseudomyrtiforme H. Perrier
271. Memecylon pterocarpum H. Perrier
272. Memecylon pterocaule (Korth.) Merr.
273. Memecylon pterocladum R.D. Stone
274. Memecylon pteropus Merr.
275. Memecylon pubescens (C.B. Clarke) King
276. Memecylon pulvinatum Jacq.-Fél.
277. Memecylon punctatum C. Presl
278. Memecylon purpurascens Jacq.-Fél.
279. Memecylon pusilliflorum Cogn.
280. Memecylon pyrifolium Naudin; nom. illeg.
281. Memecylon ramosii Merr.
282. Memecylon ramosum Jacq.-Fél.
283. Memecylon randerianum S.M. Almeida & M.R. Almeida
284. Memecylon rauschianum Gilg & Lederm. ex Engl.
285. Memecylon revolutum Thwaites
286. Memecylon reygaertii De Wild.
287. Memecylon rhamnoideum Naudin
288. Memecylon rhinophyllum Thwaites
289. Memecylon rhodophyllum Bakh. f.
290. Memecylon ridleyi Cogn. ex Ridl.; nom. nud.
291. Memecylon rivulare K. Bremer
292. Memecylon roseum H. Perrier
293. Memecylon rostratum Thwaites
294. Memecylon rotundatum (Thwaites) Cogn.
295. Memecylon royenii Blume
296. Memecylon rubiflorum Jacq.-Fél.
297. Memecylon rubrocaeruleum Thwaites
298. Memecylon ruptile K. Bremer
299. Memecylon sabulosum Jacq.-Fél.
300. Memecylon salicifolium Jacq.-Fél.
301. Memecylon sambiranense H. Perrier
302. Memecylon sapinii De Wild.
303. Memecylon schliebenii Markgr.
304. Memecylon schraderbergense Mansf.
305. Memecylon schumannianum Mansf.
306. Memecylon scolopacinum Ridl.
307. Memecylon scutellatum sensu Seem.
308. Memecylon sejunctum R.D. Stone
309. Memecylon semseii A. Fern. & R. Fern.
310. Memecylon sepicanum Mansf.
311. Memecylon sessile A. Chev.
312. Memecylon sessilicarpum A. Fern. & R. Fern.
313. Memecylon sessilifolium Merr.
314. Memecylon simii Stapf
315. Memecylon sisparense Gamble
316. Memecylon sitanum Jacq.-Fél.
317. Memecylon sivadasanii N. Mohanan, Ravi, Kiran Raj & Shaju
318. Memecylon sorsogonense Elmer
319. Memecylon sousae A. Fern. & R. Fern.
320. Memecylon sparsiflorum Bojer; nom. nud.
321. Memecylon sphaerocarpum DC.
322. Memecylon sphaerothyrsum O. Schwartz
323. Memecylon steenisii Bakh. f.
324. Memecylon stenophyllum Merr.
325. Memecylon stolzii Gilg ex Engl.
326. Memecylon strumosum Naudin
327. Memecylon strychnoides Gilg; nom. illeg.
328. Memecylon subcaudatum Merr.
329. Memecylon subcordifolium Bakh. f.
330. Memecylon subcuneatum H. Perrier
331. Memecylon subfurfuraceum Merr.
332. Memecylon subramanii A.N. Henry
333. Memecylon subsessile H. Perrier
334. Memecylon subtrinervium Miq.
335. Memecylon sumatrense Bakh. f.
336. Memecylon superbum A. Fern. & R. Fern.
337. Memecylon sylvaticum Thwaites
338. Memecylon symplociforme Merr.
339. Memecylon talbotianum Brandis
340. Memecylon tamifolium Gilg ex Engl.
341. Memecylon tayabense Merr.
342. Memecylon teitense Wickens
343. Memecylon tenuipes Merr.
344. Memecylon terminale Dalzell
345. Memecylon terminaliflorum Elmer
346. Memecylon tetrapterum Cogn.
347. Memecylon thomsonii Thwaites
348. Memecylon thouarsianum Naudin
349. Memecylon thouvenotii Danguy
350. Memecylon thwaitesii Cogn.
351. Memecylon tinctorium sensu Blanco
352. Memecylon tirunelvelicum Murugan, Manickam & Sundaresan
353. Memecylon toamasinense Jacq.-Fél.
354. Memecylon torrei A. Fern. & R. Fern.
355. Memecylon torricellense Lauterb.
356. Memecylon tricolor Craib
357. Memecylon trinerve DC.
358. Memecylon tsaratananense (H. Perrier) Jacq.-Fél.
359. Memecylon uapacoides Jacq.-Fél.
360. Memecylon ulopterum DC.
361. Memecylon umbellatum sensu Merr.
362. Memecylon urceolatum Cogn.
363. Memecylon utericarpum Jacq.-Fél.
364. Memecylon vaccinioides Jacq.-Fél.
365. Memecylon varians Thwaites
366. Memecylon verruculosum Brenan
367. Memecylon virescens Hook. f.
368. Memecylon viride Hutch. & Dalziel; nom. inval.
369. Memecylon vitiense A. Gray
370. Memecylon walkeri Hook. ex C.B. Clarke; nom. nud.
371. Memecylon wallichii Ridl.
372. Memecylon wightii Thwaites
373. Memecylon xiphophyllum R.D. Stone
374. Memecylon zambeziense A. Fern. & R. Fern.
375. Memecylon zenkeri Gilg

## Hình ảnh

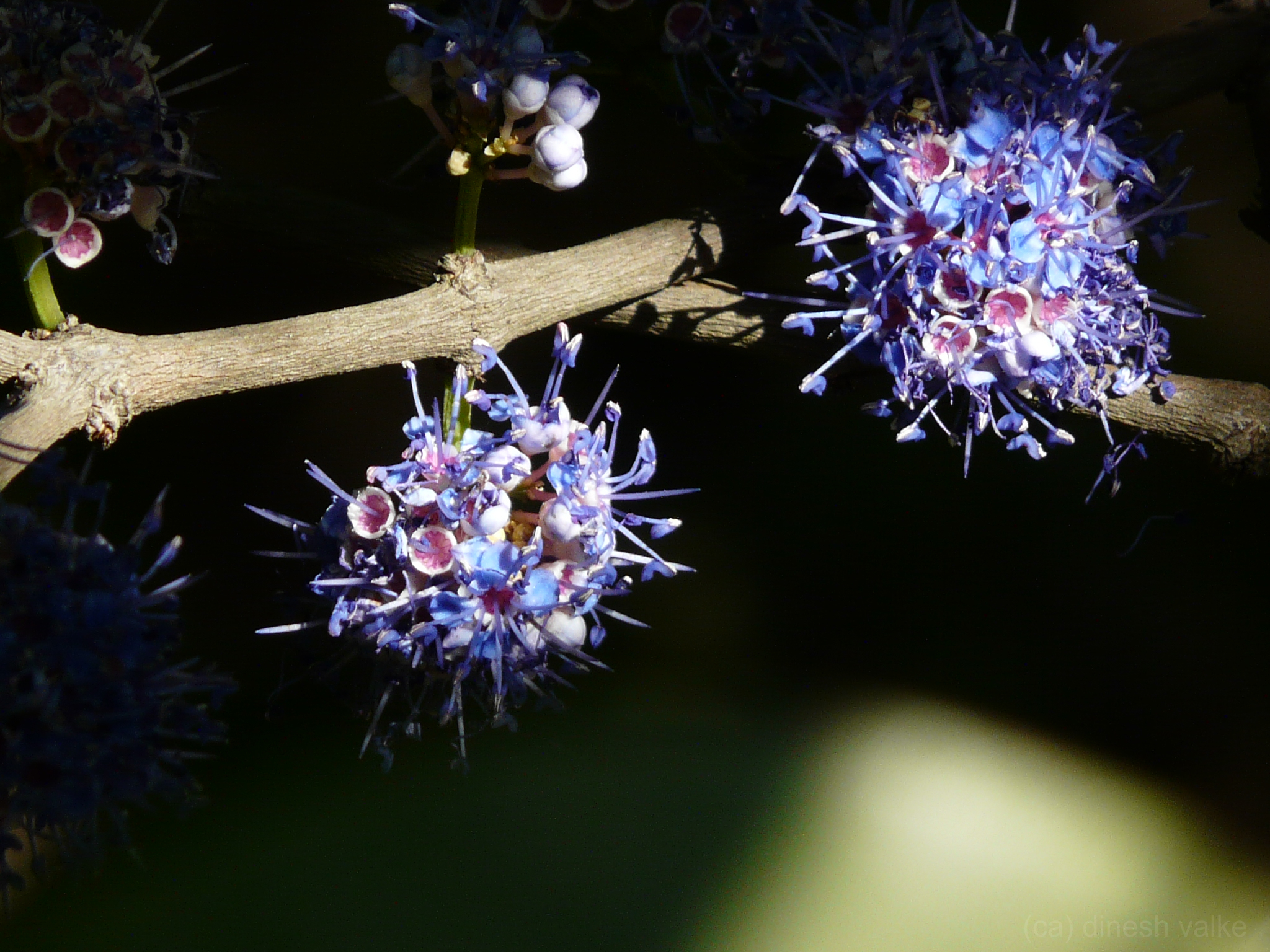
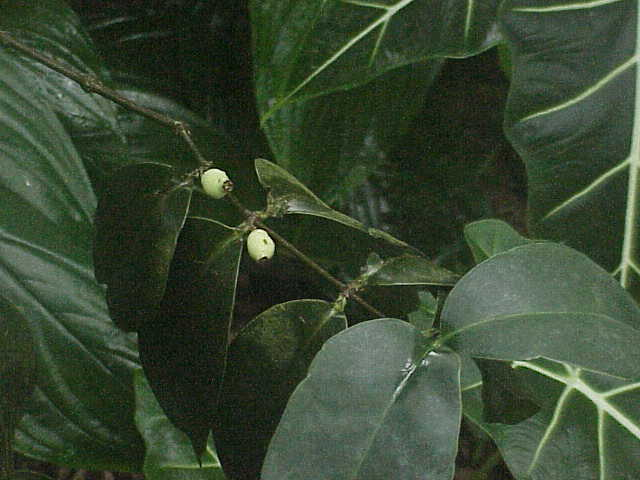
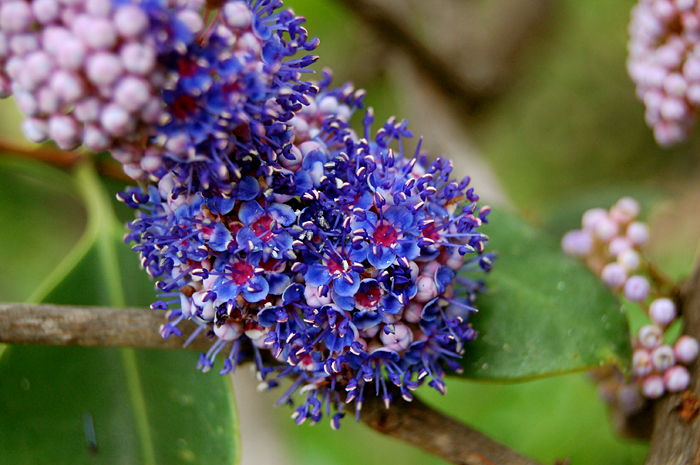
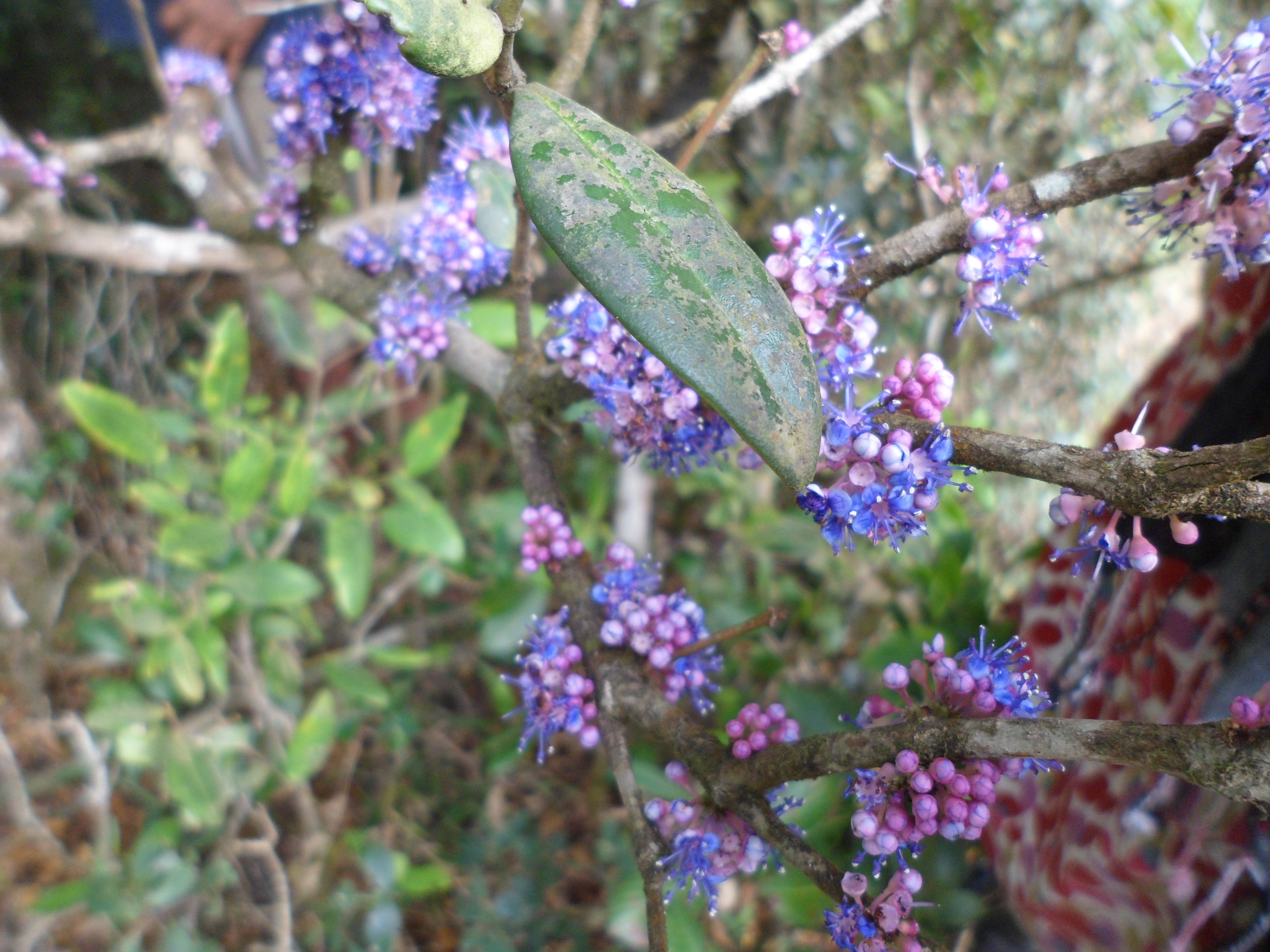